# ファン・セヨン
ファン・セヨン（황세연、黄世鳶、1968年 - ）は韓国の小説家、推理作家。忠清南道青陽出身。韓国推理作家協会会員。
1995年、ソウルで発行される日刊紙「スポーツソウル」（ko）が主催する新春文芸（ko）の推理小説部門に「塩貨ナトリウム」が入選しデビューした。1996年、『私は愛を信じない』で第2回コンピュータ通信文学賞受賞。1997年、『美女ハンター』で韓国推理作家協会主催の韓国推理文学賞新鋭賞を受賞した。

## 主な作品

### 邦訳作品
単行本
- 第二次朝鮮戦争勃発の日 D-DAY 上 （2004年11月 扶桑社ミステリー、翻訳：米津篤八）
- 第二次朝鮮戦争勃発の日 D-DAY 下 （2004年11月 扶桑社ミステリー、翻訳：米津篤八）

短編
- 天の定めた縁 （『ミステリマガジン』2000年10月号、早川書房）
- 本当の復讐 （『コリアン・ミステリ 韓国推理小説傑作選』、2002年5月 バベル・プレス）

### 原書
- 나는 사랑을 믿지 않는다 （私は愛を信じない） - 1996年7月 ISBN 9788970658407
- 미녀사냥꾼 （美女ハンター） - 1997年7月 ISBN 9788980460670
- 드라이 플라워 （ドライフラワー） - 1998年8月 ISBN 9788975943645
- 조미전쟁 1 （朝鮮アメリカ戦争 1） - 1999年9月 ISBN 9788974761189
- 조미전쟁 2 （朝鮮アメリカ戦争 2） - 1999年9月 ISBN 9788974761196
- 디디알 （DDR） - 2000年6月 ISBN 9788988820957
- 디 데이 1 （D-DAY 1） - 2003年3月 ISBN 9788983759030
- 디 데이 2 （D-DAY 2） - 2003年3月 ISBN 9788983759047
- 친절한 금자씨 （親切なクムジャさん） - 2005年7月 ISBN 9788959244935 - 映画のノベライズ